# Gedenktag gegen Gewalt und Rassismus im Gedenken an die Opfer des Nationalsozialismus

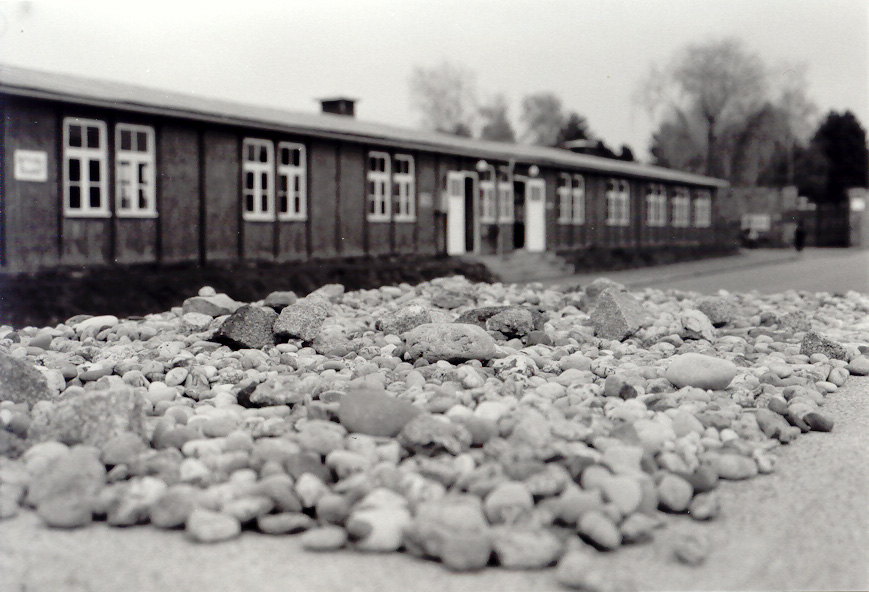
Gedenkstätte im KZ Mauthausen (2002)

Der Gedenktag gegen Gewalt und Rassismus im Gedenken an die Opfer des Nationalsozialismus ist in Österreich ein nationaler Gedenktag. Er wird seit 1998 alljährlich am 5. Mai begangen und erinnert an die in Österreich in der Zeit des Nationalsozialismus zwischen dem 12. März 1938 und Frühjahr 1945 begangenen Gräueltaten. Konkret bezieht sich das Datum auf die Befreiung des Konzentrationslagers Mauthausen.

## Gedenktag in Österreich
Der Gedenktag gegen Gewalt und Rassismus im Gedenken an die Opfer des Nationalsozialismus erinnert an alle Opfer in der Zeit des Nationalsozialismus und legt gleichzeitig das Augenmerk auf den Kampf gegen Gewalt, Rassismus und Antisemitismus.
Der Gedenktag wurde am 11. November 1997 durch einstimmigen Beschluss aller Parteien des Österreichischen Parlaments eingeführt und auf den 5. Mai festgelegt. Am 5. Mai 1945 befreiten Soldaten der US Army die Überlebenden des nationalsozialistischen KZ Mauthausen. Während Deutschland im Jahr 1996, wie auch die Vereinten Nationen 2005, den 27. Januar – den Tag der Befreiung des Vernichtungslagers Auschwitz-Birkenau durch die Rote Armee – als „Holocaust-Gedenktag“ wählte, entschied sich das österreichische Parlament „in Würdigung der spezifischen österreichischen Vergangenheit“ für den 5. Mai.
Das KZ Mauthausen steht in Österreich neben dem Vernichtungslager Auschwitz(-Birkenau) symbolhaft für den Völkermord und die Millionen Opfer des nationalsozialistischen Regimes.
In seiner Entschließung führte der österreichische Nationalrat aus:

„Der 5. Mai – der Tag der Befreiung des Konzentrationslagers Mauthausen – möge in Österreich im Gedenken an die Opfer des Nationalsozialismus als Gedenktag gegen Gewalt und Rassismus begangen werden.
[…] Insbesonders [sic] erscheint es dem Nationalrat erforderlich zu sein, in den Schulen, innerhalb des österreichischen Bundesheeres sowie beim Zivildienst auf diesen Gedenktag in geeigneter Weise Bedacht zu nehmen, um die Sensibilität gegenüber den verschiedenen Formen der Gewalt zu wecken und zu verstärken.“

Der Gedenktag ist Ausdruck eines seit den 1990er Jahren geänderten Geschichtsbewusstseins in Österreich, nachdem an die Stelle der sogenannten „Opfer-These“ die „Mittäter-These“ getreten war. Nach dem Ende des Zweiten Weltkriegs im Mai 1945 herrschte lange Zeit die Vorstellung, dass Österreich „das erste Opfer des Nationalsozialismus“ gewesen sei und dass es daher keine Mitverantwortung für die Verbrechen der Nationalsozialisten trage. Die Erinnerung an den Nationalsozialismus war zumeist nur geprägt von der „Erinnerung an das Leid der Soldaten und an das durch Krieg und Not bestimmte Elend der Zivilbevölkerung“; für die „Erinnerung an die Opfer von rassistischer, menschenverachtender und faschistischer Verfolgung“ war dabei nur selten Platz. Eine Rede des damaligen österreichischen Bundeskanzlers Franz Vranitzky im Österreichischen Nationalrat am 8. Juli 1991 trug zu einem Umdenken bei und leitete eine verstärkte kritische Aufarbeitung der Zeit des Nationalsozialismus in Österreich ein.
Die Namensgebung des Gedenktages, bei der Österreich auf den Begriff „Holocaust“ im Namen des Gedenktages verzichtete, war ein geschichtspolitischer Kompromiss der damaligen politischen Lager und trug zudem dem 1997 von der Europäischen Union ausgerufenen „Europäischen Jahr gegen Rassismus und Fremdenfeindlichkeit“ Rechnung, mit der Erwartung, dass die geschichtliche Erinnerung zu einer Sensibilisierung gegenüber den verschiedenen Formen der Gewalt führe.
Der 5. Mai ist neben dem Staatsfeiertag am 1. Mai und dem Nationalfeiertag am 26. Oktober der dritte vom österreichischen Parlament beschlossene nationale Feiertag. Der 5. Mai ist jedoch kein arbeitsfreier Feiertag. Er wurde im Jahr 1998 erstmals begangen. In Österreich werden an diesem Tag öffentliche Gebäude beflaggt und die Fahnen auf halbmast gesetzt. Der Österreichische Nationalrat tritt jedes Jahr anlässlich des 5. Mai zu einer Sondersitzung zusammen und gedenkt der Opfer. An vielen Schulen und anderen Einrichtungen finden Gedenkprojekte statt. Außerdem findet alljährlich am ersten Sonntag nach dem 5. Mai in der Gedenkstätte Mauthausen die Gedenkfeier an die österreichweite Befreiung der KZ- und Lager-Häftlinge statt, unter Mitwirkung des Mauthausen Komitees.